# Kobylice
Kobylice (j. č., tedy: ta Kobylice, do Kobylice, v Kobylici) (německy Kobilitz) je obec v okrese Hradec Králové v Královéhradeckém kraji. Leží sedm kilometrů východně od města Nový Bydžov při silnici vedoucí do města Hradec Králové. V obci se nachází přes 90 domů a žije zde 259 obyvatel.

## Historie
Kobylice jsou jedno z nejstarších sídel okresu Hradec Králové. První písemná zmínka o vesnici pochází z roku 1086, kdy Kobylice patřila svatojiřskému klášteru v Praze. Koupí přešla v 16. století do majetku pánů z Pernštejna, kteří ji v roce 1548 prodali Václavu Sokolovi z Leškovic. Po bitvě na Bílé hoře připadla Kobylice Janu Gordonovi a byla spojena s panstvím Zdechovice. V polovině 18. století koupil zdechovické panství Břevnovský klášter a ten držel pozemky v okolních lesích až do roku 1948.
Součástí obce Kobylice je i osada Opatov založená v roce 1672 benediktinským klášterem v Broumově (odtud pochází název osady). Osada byla začátkem 18. století opuštěna a v roce 1786 znovu založena jako majetek sloupenského panství.

## Obyvatelstvo
| Rok            | 1869 | 1880 | 1890 | 1900 | 1910 | 1921 | 1930 | 1950 | 1961 | 1970 | 1980 | 1991 | 2001 | 2011 | 2021 |
| -------------- | ---- | ---- | ---- | ---- | ---- | ---- | ---- | ---- | ---- | ---- | ---- | ---- | ---- | ---- | ---- |
| Počet obyvatel | 233  | 251  | 233  | 261  | 264  | 245  | 228  | 168  | 151  | 141  | 180  | 176  | 189  | 255  | 263  |
| Počet domů     | 41   | 42   | 43   | 45   | 51   | 51   | 56   | 53   | 46   | 44   | 40   | 60   | 67   | 87   | 94   |

## Obecní správa
Mezi lety 1850–1960 byla Kobylice obcí v okrese Nový Bydžov (1850–1950) a později v okrese Hradec Králové. V letech 1960–1991 patřila jako část obce k Prasku a od 1. ledna 1992 je opět samostatnou obcí.

### Obecní symboly
Znak a vlajka byly obci uděleny rozhodnutím předsedy Poslanecké sněmovny Parlamentu České republiky dne 8. listopadu 2016.